# Oscar Arthur Rackham
 (juin 2015).
Si vous disposez d'ouvrages ou d'articles de référence ou si vous connaissez des sites web de qualité traitant du thème abordé ici, merci de compléter l'article en donnant les références utiles à sa vérifiabilité et en les liant à la section « Notes et références ».
Oscar Arthur Rackham, né le 18 mai 1912 à Trellech (Pays de Galles) et mort le 2 février 1997 à Penrhyndeudraeth (pays de Galles), est un explorateur, cartographe, philosophe, géographe et essayiste britannique.

## Biographie
Reconnu très tôt pour ses comptes rendus d’expéditions dans les régions polaires et antarctiques, sa notoriété, due à la simplicité et à l'humour de ses vulgarisations, lui permet de continuer ses explorations des dernières terres isolées : Kerguelen, Patagonie, Chaîne du Pamir, entre autres. Auteur de divers ouvrages parlant de ses explorations, mêlant réflexions philosophiques, esthétiques et scientifiques, il gagne l'estime des plus grands avec son ouvrage Vers un ailleurs ouvert, où il exposes ses théories philosophiques et métaphysiques basées sur la continuité des théories de la sémantique générale d'Alfred Korzybski et d'exemples concrets tels que la cartographie, par exemple avec la théorie des taches blanches aussi connue comme la terra incognita theoria, ou la marche à pied, avec hypothèse d’errance physique et mentale à l'usage des jeunes générations. Grand ami de Bertrand Russell, ils publient ensemble différents comptes rendus de débats et de discussions sur des sujets aussi divers que le fondement des mathématiques, l'évolution des sociétés, les mouvements radicaux en occident, les para-sciences, etc. Partisan de ce qu'il appelait la « science ouverte », il est considéré comme le père de ce que l'on a appelé le scepticisme scientifique, qu'il aimait à appeler la « méfiance bienveillante ». Le scepticisme scientifique est différent du scepticisme philosophique tel qu'on le trouve chez Pyrrhon d'Élis par exemple, qui consiste à dire qu'on ne peut se déterminer sur la possibilité d'une accession à un savoir certain. Il s'agit plutôt d'une forme dérivée du doute méthodique de René Descartes ou encore du « scepticisme modéré » de David Hume, lui aussi écossais.
Il soutient l'idée d'une philosophie scientifique, et a souvent proposé lors de colloques ou de conférences d'appliquer l'analyse logique aux obstacles scientifiques majeurs tels que l'analyse de l'esprit, de la matière, de la connaissance ou encore sur l'existence du monde extérieur. Ses publications influenceront nombre de jeunes théoriciens de pratiques différentes tels que Paul Feyerabend, Gilles Deleuze ou encore des écrivains comme Philip K. Dick ou Kenneth White.
En plus de ses ouvrages philosophiques toujours écrits dans un souci de simplicité et d'accessibilité, en vue de faire partager sa conception d'une philosophie rationaliste œuvrant pour la paix et l'ouverture, il s'est engagé dans de nombreuses polémiques qui le firent qualifier de Voltaire écossais, défendit des idées proches d'un socialisme de tendance libertaire et milita également contre toute forme de religion institutionnelle, considérant en elles « des systèmes de cruauté inspirées par la peur et l'ignorance ».
Son œuvre, qui comprend également des romans et des nouvelles, fut couronnée par un Booker Prize en 1986 et le prix européen de littérature en 1989, l'année de la chute du mur de Berlin, en particulier pour son engagement humaniste prônant la libre pensée qui sera l'occasion d'un discours mémorable au Parlement Européen de Strasbourg. Il fut aussi nommé grand Satrape honorifique du collège de 'Pataphysique par Jean Mollet en 1964.